# Самарская хоральная синагога
Самарская хоральная синагога — синагога в Самаре, построена в 1908 году. Архитектор — Зельман Клейнерман.

## Строительство
Строительство напрямую связано с ростом в городе еврейского населения. В 1895 году губернские власти официально признали еврейскую общину Самары. В 1897 году в Самаре проживало 1327 евреев. Развивающуюся Самарскую диаспору уже ни количественно, ни качественно не устраивали два имеющихся в городе молитвенных дома . Ходатайство евреев о строительстве было удовлетворено, и в 1903 году была заложена большая синагога на 1000 мест. Строительство шло с 1904 года и завершилось 16 июля 1908 г..

## Открытие синагоги
На фронтоне здания появилась памятная доска, увековечившая имена тех, кому евреи Самары были обязаны открытием синагоги. Не только Зельман Клейнерман и его помощник студент Института путей сообщения Р. Маргулис значились на ней, но и те, кто финансировал строительство. Знаменательно, что финансовую поддержку строительству оказали и русские купцы, и ремесленники, что свидетельствовало о благоприятном национальном климате в городе. Открытие синагоги стало праздником для города.
Самарский «Городской вестник» писал:

«31 августа в 12 часов дня на Садовой улице происходило торжественное открытие и освещение построенного евреями молитвенного дома (синагоги). На торжестве присутствовали вице-губернатор Белецкий, городской глава Месняков, члены управы и масса публики. По совершению обряда освещения присутствующим на открытии были предложены шампанское и завтрак».

## Советский период
19 октября 1928 года было опубликовано постановление Самарского крайисполкома «О закрытии хоральной синагоги и передаче ее в распоряжение Горсовета под использование для дома культуры». На общегородском собрании еврейских рабочих было принято решение использовать синагогу как Дом культуры имени III Интернационала. Научно-краеведческое общество планировало приспособить купол здания под астрономическую площадку, но этот проект не был реализован. Позже в здании разместился хлебозавод Самарского областного территориального объединения макаронных и хлебопекарных предприятий.

## Синагога в наше время
В 1994 году здание синагоги возвращено еврейской общине.
В 2013 году синагогу попытались восстановить. Подрядчик обновил кирпичную кладку фасадов и кровельное покрытие купола западной башни. В дальнейшем проект пришлось заморозить из-за недостатка средств для проведения последующих работ. В августе 2018 года стартовали реставрационные работы по реконструкции крупнейшей в Поволжье синагоги. Теперь здание планируют приводить в порядок за счёт средств инвесторов. Меценаты уже выделили на ремонт 232 миллиона рублей. Застройщиком выступает местная религиозная организация ортодоксального иудаизма «Еврейская община г. Самары», генеральным подрядчиком — ООО ПСК «Волга». Окончание реставрационных работ запланировано на 4 квартал 2019 года. Автор проекта реконструкции — член Союза архитекторов России Наталья Басс.; но реставрация так и не была проведена полностью. В 2021 году утверждён проект реставрационных работ, предусматривающий также благоустройство земельного участка около здания синагоги.

## Фотографии

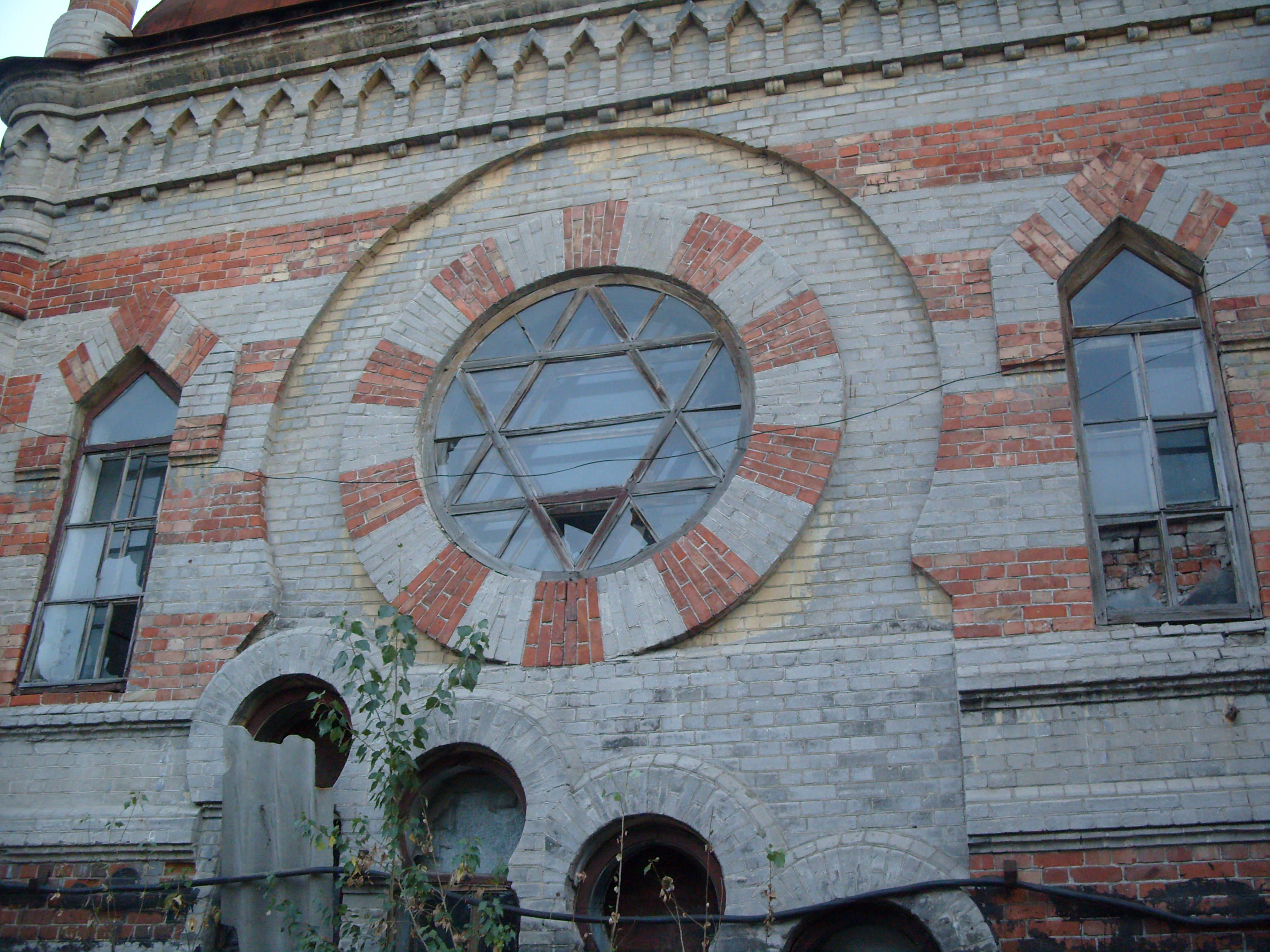
Фрагмент окна. Звезда Давида
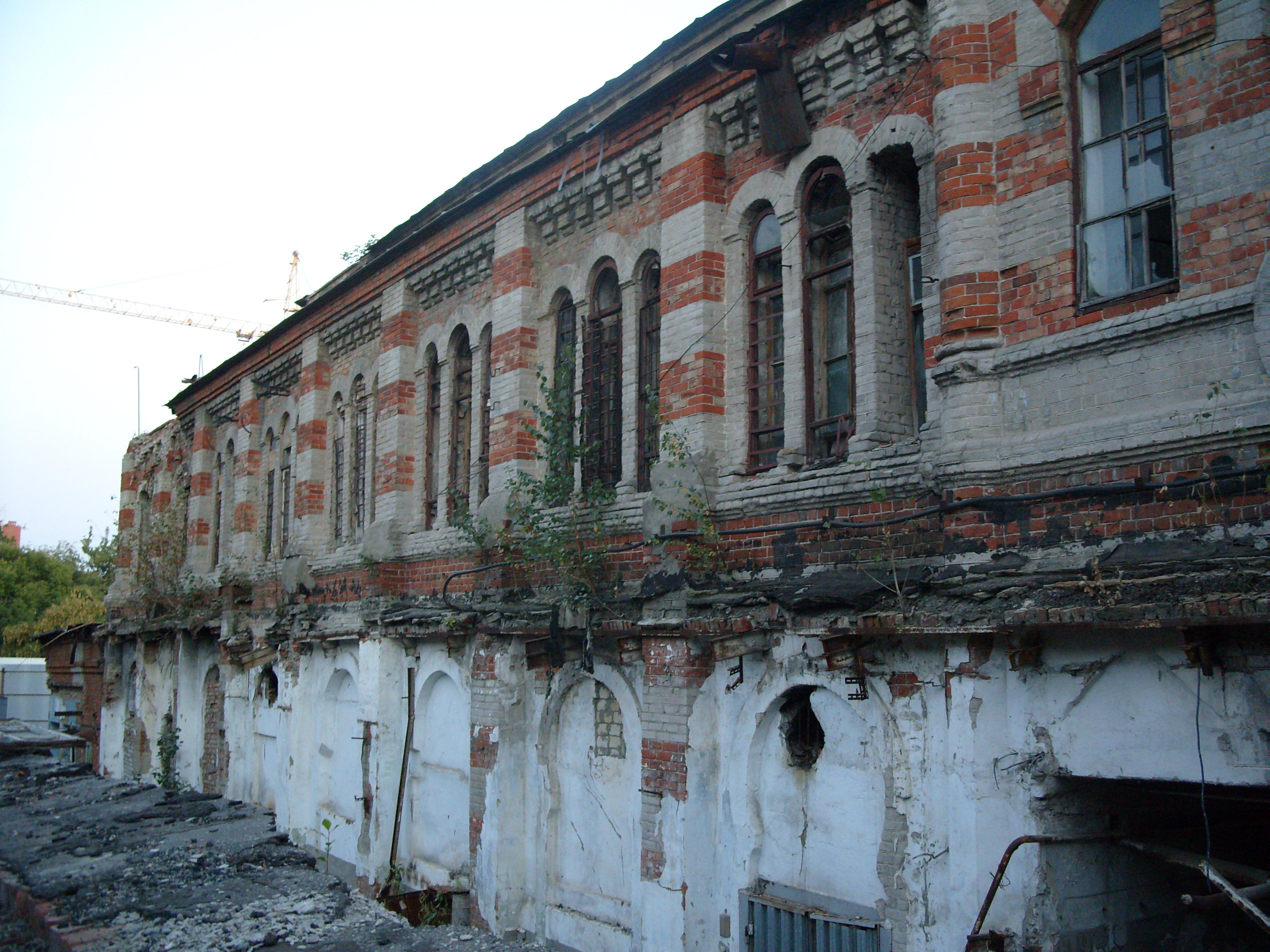
Внутренний двор синагоги
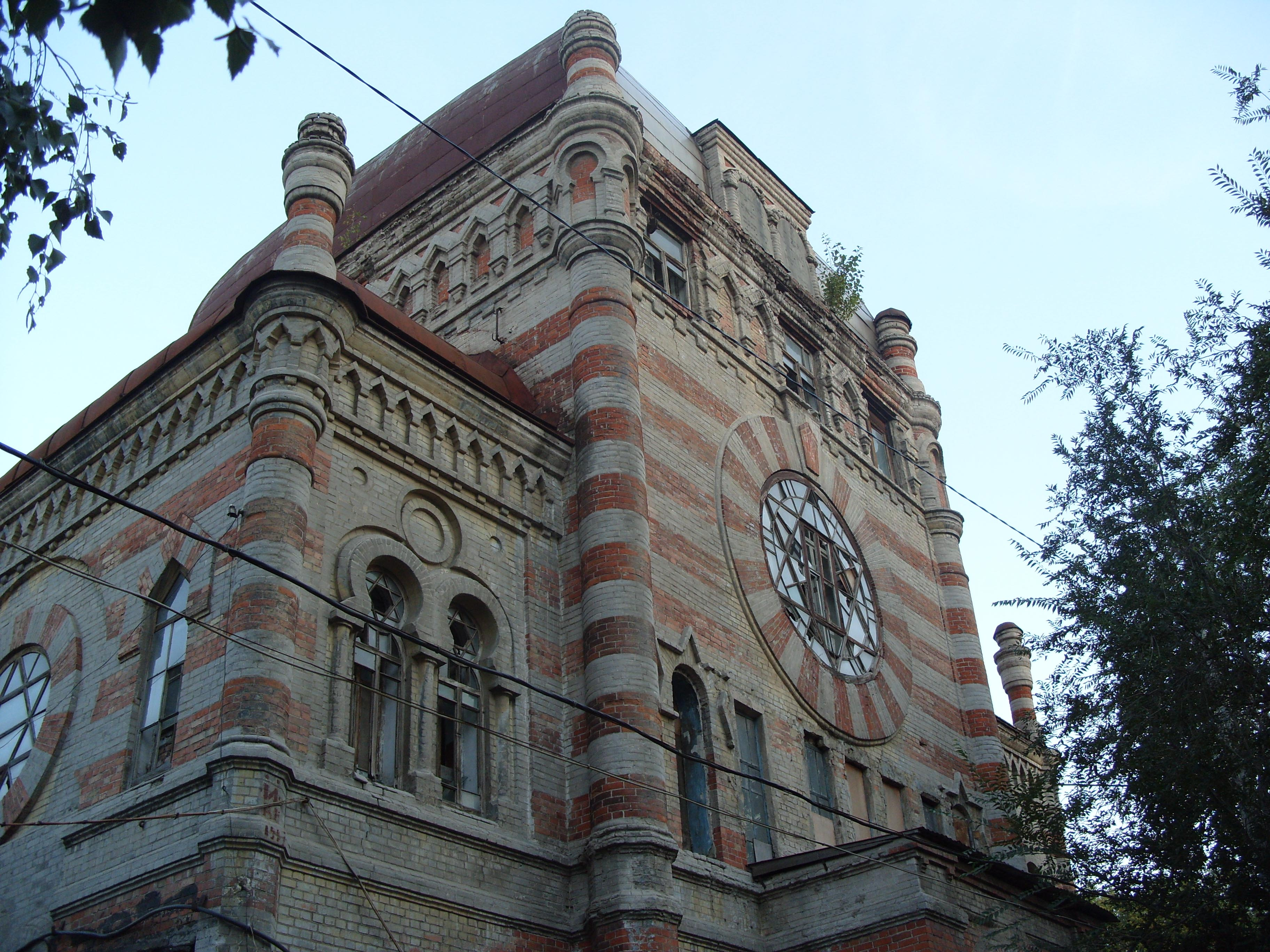